# Triticum timopheevii
Triticum timopheevii, jednogodišnja korisna biljka iz roda pšenica (Triticum). Raširena je od Jugoistočne Turske do sjeverozapadnog Irana, na Kavkazu, i Iraku, a uvezena je i u Veliku Britaniju.

## Podvrste
- Triticum timopheevii subsp. armeniacum (Á.Löve) van Slageren
- Triticum timopheevii subsp. timopheevii

- T. timopheevii, zrno